# Stara Wieś (powiat wieluński)
Stara Wieś – wieś w Polsce położona w województwie łódzkim, w powiecie wieluńskim, w gminie Pątnów. Położona jest w bezpośrednim sąsiedztwie Warty.
W latach 1975–1998 miejscowość administracyjnie należała do województwa sieradzkiego. 